# Asia Cogliandro
Asia Cogliandro (ur. 12 stycznia 1996 w Busto Arsizio) – włoska siatkarka, grająca na pozycji środkowej. Od sezonu 2019/2020 występuje w drużynie Cuore di Mamma Cutrofiano.